# Хазановский, Михаил Нахманович
Михаи́л На́хманович (Нау́мович) Хазано́вский (1912, Екатеринослав — 1990, Москва) — советский художник-график, плакатист. Один из ведущих мастеров жанра киноплаката в СССР. Член Союза художников СССР. Заслуженный художник РСФСР (1964).

## Биография
Родился в 1912 году в городе Екатеринославе (ныне Днепр).
В 1932—1936 годах учился в Харьковском художественном институте у С. А. Григорьева, В. И. Касияна, С. М. Прохорова.
В 1945 году переехал в Москву.
В 1940—1980-е годы работал в области социального и политического плаката, сотрудничал с издательством «Рекламфильм».
Умер в 1990 году в Москве.

## Творческая деятельность
Работал в области станковой графики, рекламного и политического плаката. Один из ведущих мастеров жанра киноплаката в СССР.
Автор ряда сельскохозяйственных плакатов, создал плакаты к известным художественным кинолентам.

### Произведения

#### Общественно-политические плакаты
- Окно-ТАСС № 48;
- «Женщины и девушки! Заменим мужчин, ушедших на фронт!» (1942);
- «Пироги и пышки. Синяки и шишки» (1943);
- «Равняйся на передовиков, заслужи награду Родины!» (1948);
- «Строители шахтёрских посёлков! Шире социалистическое соревнование за досрочное выполнение годового плана строительства жилых домов для шахтёров!», «Товарищи строители! Исправные механизмы обеспечат своевременное выполнение строительных работ, повысят заработки рабочих…» (1950);
- «Следуй воинским уставам — будь подтянутым и бравым!», «Грузам сельского хозяйства — зелёную улицу!», «Народное спасибо за службу Родине!» (все — 1954);
- «Школьники, приобретайте навыки в ручном труде!», «За высокий урожай кукурузы!», «Надо нам труду учиться — дело мастера боится!», «Механизируйте прополку и уборку кукурузы!», «Строим жизнь на целине!» (все — 1955);
- «Где ветеринарная служба с народом в дружбе — там коровы всегда здоровы!» (1956);
- «Очистим мир!» (1960);
- «За свободу и независимость! В единении — сила!» (1967);
- «Пусть крепнет единство!» (1972);
- «Я — гражданин Советского Союза!» (1973);
- «Нет — войне!», «Коммунисты — знаменосцы мира!» (все — 1977).

#### Киноплакаты
- «Молодая гвардия», «Русский вопрос» (все — 1948);
- «Анна Каренина», «Дзержинский» (1953);
- «Ромео и Джульетта», «Двенадцатая ночь» (все — 1955);
- «Без вести пропавший» (1956);
- «Сын рыбака», «Дом, в котором я живу», «Путёвка в жизнь» (все — 1957);
- «Поэма о море», «Иван Грозный», «Идиот», «Коммунист» (все — 1958);
- «Смена начинается в шесть» (98×66 см)[2], «Последний дюйм» (все — 1959);
- «Алёшкина любовь» (1961);
- «Коллеги», «Живые и мёртвые» (все — 1963);
- «Гамлет» (1964);
- «Обыкновенный фашизм» (1965);
- «Рабочий посёлок», «Начальник Чукотки» (1966);
- «У озера» (1970);
- «Пираты XX века» (1980);
- «Тегеран-43», «Учитель» (все — 1981) и др.

Плакаты М. Н. Хазановского хранятся в Российской государственной библиотеке (РГБ), Государственном музее политической истории России (ГМПИР), Государственном музее истории Санкт-Петербурга (ГМИ СПб), Государственном центральном музее кино (ГЦМК), Владимиро-Суздальском историко-художественном и архитектурном музее-заповеднике, Воронежском областном музее краеведения (ВОКМ), Саратовском областном музее краеведения (СОМК), Ярославском художественном музее (ЯХМ), Выборгском объединённом музее-заповеднике, Вольском краеведческом музее (ВКМ), Геленджикском историко-краеведческом музее (ГИКМ), Центральном музее Тавриды (ЦМТ), КГИАМЗ им. Е. Д. Фелицына, Муромском историко-художественном музее (МИХМ), Невьянском государственном историко-архитектурном музее (НГИАМ), ОИХМ им. И. Н. Крамского, Череповецком музейном объединении (ЧерМО), Национальной библиотеке Белоруссии (НББ), частных российских и зарубежных коллекциях.

## Награды
- Заслуженный художник РСФСР (1964);
- Лауреат 1-й премии на Международном конкурсе современного киноплаката (1962, Карловы Вары);
- Дипломы Московского отделения Союза художников СССР за лучшие плакаты года (1965, 1966, 1967).